# Salix qamdoensis
Salix qamdoensis là một loài thực vật có hoa trong họ Liễu. Loài này được N. Chao & J. Liu mô tả khoa học đầu tiên năm 2001.

## Phân bổ
Nơi sống của loài cây này chủ yếu ở Tây Tạng, những nơi có khí hậu ôn đới, vùng núi cao và cận núi cao của Tây Tạng.

## Tên gọi khác
- Salix Qamdoensis
- Qamdo Willow
- Qamdo Salix

## Đặc điểm
Salix qamdoensis là loài cây bụi xanh có lá nhỏ hình bầu dục và hoa nhỏ không cánh màu xanh vàng. Hạt nhỏ, tròn và màu nâu. Cây con nhỏ và có một cặp lá. Chúng phát triển tốt ở nơi đất khô, nhiều đá, cát như đồng cỏ hay vùng cây bụi mở rộng, vùng núi cao.

## Công dụng
Loài thực vật này thường được trồng để trang trí trong vườn hoặc các cảnh quan khác. Nó cũng có tác dụng kiểm soát sự xói mòn của đất và chắn gió.

## Trồng trọt và nhân giống
Salix qamdoensis là một loại cây bụi lâu năm phát triển chậm, có thể cao tới 2 feet (0,61m). Nó ưa đất ẩm, thoát nước tốt và bóng râm một phần.
Việc nhân giống được thực hiện bằng cách giâm cành hoặc hạt. Nên cắt từ đầu cành và trồng trong hỗn hợp đất ẩm, thoát nước tốt. Hạt giống cũng cần được gieo trong hỗn hợp đất ẩm, thoát nước tốt và giữ ẩm cho đến khi nảy mầm.